# Camino de Santiago del Norte: Ruta Vadiniense

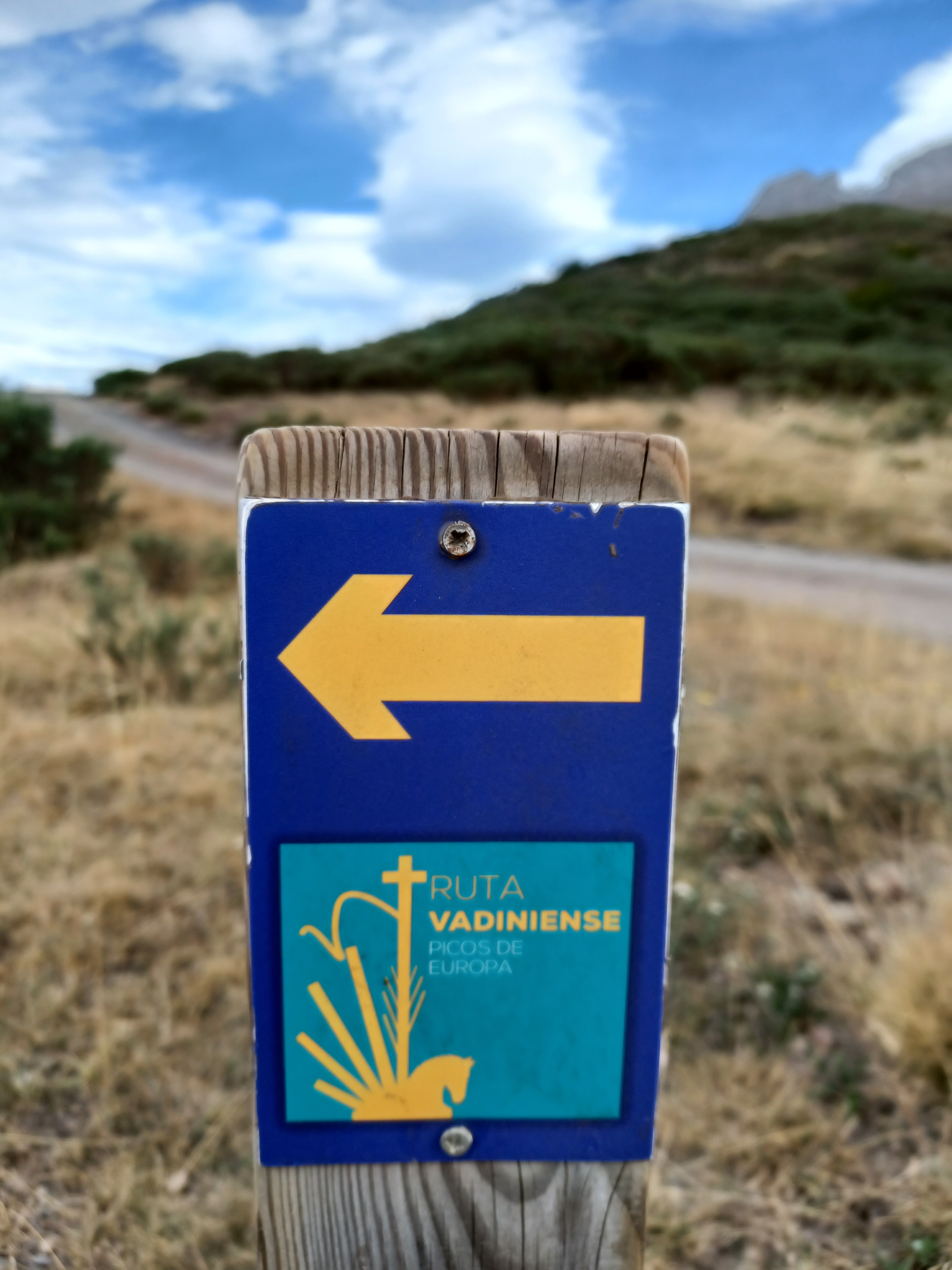
Flecha de la Ruta Vadiniense en los Picos de Europa

El  Camino de Santiago de la Ruta Vadiniense o Ruta Jacobea por Liébana da al viajero devoto la oportunidad de visitar dos de los centros de peregrinación de mayor trascendencia cristiana en España. Estos renombrados templos son la catedral de Santiago de Compostela y el monasterio de Santo Toribio de Liébana.
Es por esto que muchos de los peregrinos que conducen sus pasos por el Camino de Santiago de la Costa deciden, a pesar del tremendo esfuerzo que supone atravesar la cordillera Cantábrica por los Picos de Europa, tomar esta ruta en San Vicente de la Barquera para alcanzar el Camino de Santiago Francés en la localidad leonesa de Mansilla de las Mulas. Precisamente el paso por este espacio protegido, hace que la ruta sea también conocida como Camino de Santiago por los Picos de Europa. Este camino, supone una alternativa a las también rutas Jacobeas del Camino Real de la Valdavia y el Camino del Besaya.
No obstante, y ante el aparente interés desde el punto de vista religioso, se trata de una ruta sin tradición jacobea histórica que sólo en la actualidad está siendo teniendo en cuenta. No es de extrañar por tanto, que estando en fase de estudio, presente notables carencias a la hora de facilitar el tránsito al peregrino.

## Trazado de la ruta

### Ruta principal
| Población                                  | Provincia | A Santiago (km) | Web                                                                                               |
| ------------------------------------------ | --------- | --------------- | ------------------------------------------------------------------------------------------------- |
| San Vicente de la Barquera                 | Cantabria | 554             |                                                                                                   |
| Unquera (Val de San Vicente)               | Cantabria | 543             |                                                                                                   |
| Panes (Peñamellera Baja)                   | Asturias  | 532             |                                                                                                   |
| La Hermida (Peñarrubia)                    | Cantabria | 520             |                                                                                                   |
| Lebeña (Cillorigo de Liébana)              | Cantabria | 512             |                                                                                                   |
| Castro-Cillorigo (Cillorigo de Liébana)    | Cantabria | 508             |                                                                                                   |
| Tama (Cillorigo de Liébana)                | Cantabria | 505             |                                                                                                   |
| Potes                                      | Cantabria | 501             |                                                                                                   |
| Mieses (Camaleño)                          | Cantabria | 499             |                                                                                                   |
| Santo Toribio (Camaleño)                   | Cantabria | 498             |                                                                                                   |
| Turieno (Camaleño)                         | Cantabria | 497             |                                                                                                   |
| Congarna (Camaleño)                        | Cantabria | 495             |                                                                                                   |
| Camaleño                                   | Cantabria | 491             |                                                                                                   |
| Mogrovejo (Camaleño)                       | Cantabria | 487             |                                                                                                   |
| Los Llanos (Camaleño)                      | Cantabria | 486             |                                                                                                   |
| Cosgaya (Camaleño)                         | Cantabria | 481             |                                                                                                   |
| Las Ilces (Camaleño)                       | Cantabria | 477             |                                                                                                   |
| Espinama (Camaleño)                        | Cantabria | 474             |                                                                                                   |
| Pido (Camaleño)                            | Cantabria | 473             |                                                                                                   |
| Fuente Dé (Camaleño)                       | Cantabria | 470             |                                                                                                   |
| Portilla de la Reina (Boca de Huérgano)    | León      | 448             |                                                                                                   |
| Barniedo de la Reina (Boca de Huérgano)    | León      | 440             |                                                                                                   |
| Los Espejos de la Reina (Boca de Huérgano) | León      | 440             |                                                                                                   |
| Villafrea de la Reina (Boca de Huérgano)   | León      | 437             |                                                                                                   |
| Boca de Huérgano                           | León      | 435             |                                                                                                   |
| Riaño                                      | León      | 427             |                                                                                                   |
| Carande                                    | León      | 422             |                                                                                                   |
| Horcadas (Riaño)                           | León      | 418             |                                                                                                   |
| Las Salas (Crémenes)                       | León      | 411             |                                                                                                   |
| Crémenes                                   | León      | 406             | (enlace roto disponible en Internet Archive; véase el historial, la primera versión y la última). |
| Villayandre (Crémenes)                     | León      | 404             |                                                                                                   |
| Verdiago (Crémenes)                        | León      | 397             |                                                                                                   |
| Aleje (Crémenes)                           | León      | 395             |                                                                                                   |
| Santa Olaja de la Varga (Cistierna)        | León      | 392             |                                                                                                   |
| Cistierna                                  | León      | 387             |                                                                                                   |
| Sorriba del Esla (Cistierna)               | León      | 385             |                                                                                                   |
| Modino (Cistierna)                         | León      | 380             |                                                                                                   |
| Pesquera (Cistierna)                       | León      | 377             |                                                                                                   |
| Santibáñez de Rueda (Cistierna)            | León      | 375             |                                                                                                   |
| Carbajal de Rueda (Gradefes)               | León      | 371             |                                                                                                   |
| Villacidayo de Rueda (Gradefes)            | León      | 367             |                                                                                                   |
| Villanofar (Gradefes)                      | León      | 365             |                                                                                                   |
| Gradefes                                   | León      | 361             |                                                                                                   |
| Nava de los Caballeros (Gradefes)          | León      | 358             |                                                                                                   |
| Cifuentes de Rueda (Gradefes)              | León      | 355             |                                                                                                   |
| Casasola de Rueda (Gradefes)               | León      | 353             |                                                                                                   |
| Rueda del Almirante (Gradefes)             | León      | 350             |                                                                                                   |
| San Miguel de Escalada (Gradefes)          | León      | 347             |                                                                                                   |
| Vega de los Árboles (Villasabariego)       | León      | 344             |                                                                                                   |
| Valle de Mansilla (Villasabariego)         | León      | 341             |                                                                                                   |
| Villacontilde (Villasabariego)             | León      | 338             |                                                                                                   |
| Villiguer (Villasabariego)                 | León      | 337             |                                                                                                   |
| Villafalé (Villasabariego)                 | León      | 335             |                                                                                                   |
| Mansilla de las Mulas                      | León      | 331             |                                                                                                   |

### Ruta alternativa por el Puerto de San Glorio
| Población                               | Provincia | A Santiago (km) | Web |
| --------------------------------------- | --------- | --------------- | --- |
| Potes                                   | Cantabria | 403             |     |
| Valmeo (Vega de Liébana)                | Cantabria | 400             |     |
| Porcieda (Vega de Liébana)              | Cantabria | 399             |     |
| Tudes (Vega de Liébana)                 | Cantabria | 397             |     |
| Tollo (Vega de Liébana)                 | Cantabria | 396             |     |
| Vega de Liébana                         | Cantabria | 392             |     |
| Bores (Vega de Liébana)                 | Cantabria | 390             |     |
| Vada (Vega de Liébana)                  | Cantabria | 389             |     |
| Enterrías (Vega de Liébana)             | Cantabria | 388             |     |
| Vejo (Vega de Liébana)                  | Cantabria | 386             |     |
| Llanaves de la Reina (Boca de Huérgano) | León      | 373             |     |
| Portilla de la Reina (Boca de Huérgano) | León      | 368             |     |

### Ruta alternativa por la ribera oriental del Esla
| Población                                 | Provincia | A Santiago (km) | Web |
| ----------------------------------------- | --------- | --------------- | --- |
| Sorriba del Esla (Cistierna)              | León      | 381             |     |
| Vidanes (Cistierna)                       | León      | 376             |     |
| Villapadierna (Cubillas de Rueda)         | León      | 371             |     |
| Palacios de Rueda (Cubillas de Rueda)     | León      | 369             |     |
| Quintanilla de Rueda (Cubillas de Rueda)  | León      | 368             |     |
| Vega de Monasterio (Cubillas de Rueda)    | León      | 365             |     |
| Cubillas de Rueda                         | León      | 362             |     |
| San Cipriano de Rueda (Cubillas de Rueda) | León      | 360             |     |
| Sahechores de Rueda (Cubillas de Rueda)   | León      | 357             |     |
| Villahibiera de Rueda (Valdepolo)         | León      | 354             |     |
| Quintana de Rueda (Valdepolo)             | León      | 350             |     |
| Villamondrín de Rueda (Valdepolo)         | León      | 347             |     |
| La Aldea del Puente (Valdepolo)           | León      | 343             |     |
| Villalquite (Valdepolo)                   | León      | 341             |     |
| Villomar (Villasabariego)                 | León      | 336             |     |
| Mansilla de las Mulas                     | León      | 331             |     |

### Ruta alternativa hacia Puente de Villarente
| Población                                                  | Provincia | A Santiago (km) | Web |
| ---------------------------------------------------------- | --------- | --------------- | --- |
| Casasola de Rueda (Gradefes)                               | León      | 345             |     |
| Mellanzos (Gradefes)                                       | León      | 339             |     |
| Santa Olaja de Eslonza (Gradefes)                          | León      | 336             |     |
| Villarmun (Gradefes)                                       | León      | 334             |     |
| Palazuelo de Eslonza (Villasabariego)                      | León      | 332             |     |
| Villafañe (Villasabariego)                                 | León      | 328             |     |
| Puente Villarente (Villasabariego-Valdefresno-Villaturiel) | León      | 325             |     |

### Galería de imágenes

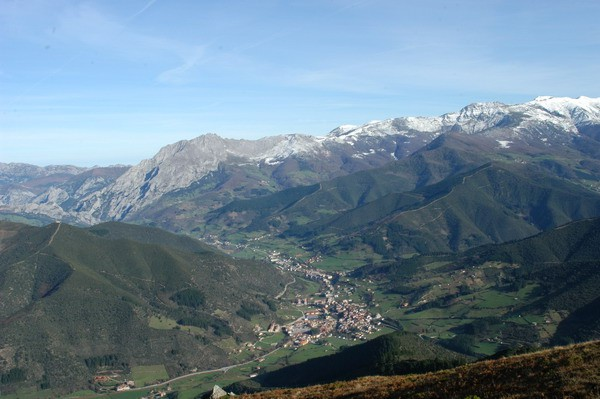
Potes (Cantabria)
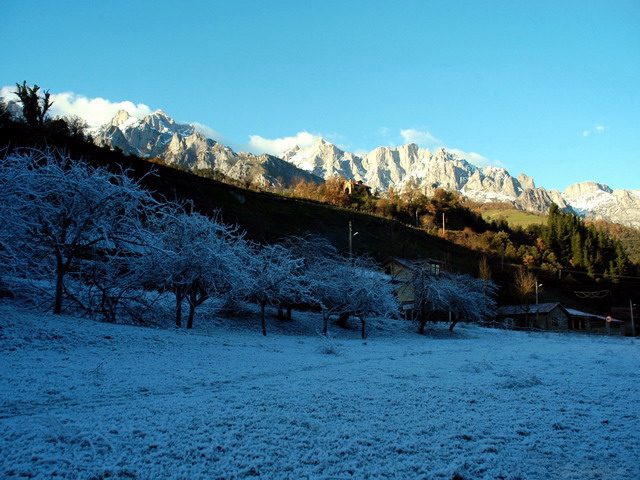
Camaleño (Cantabria)
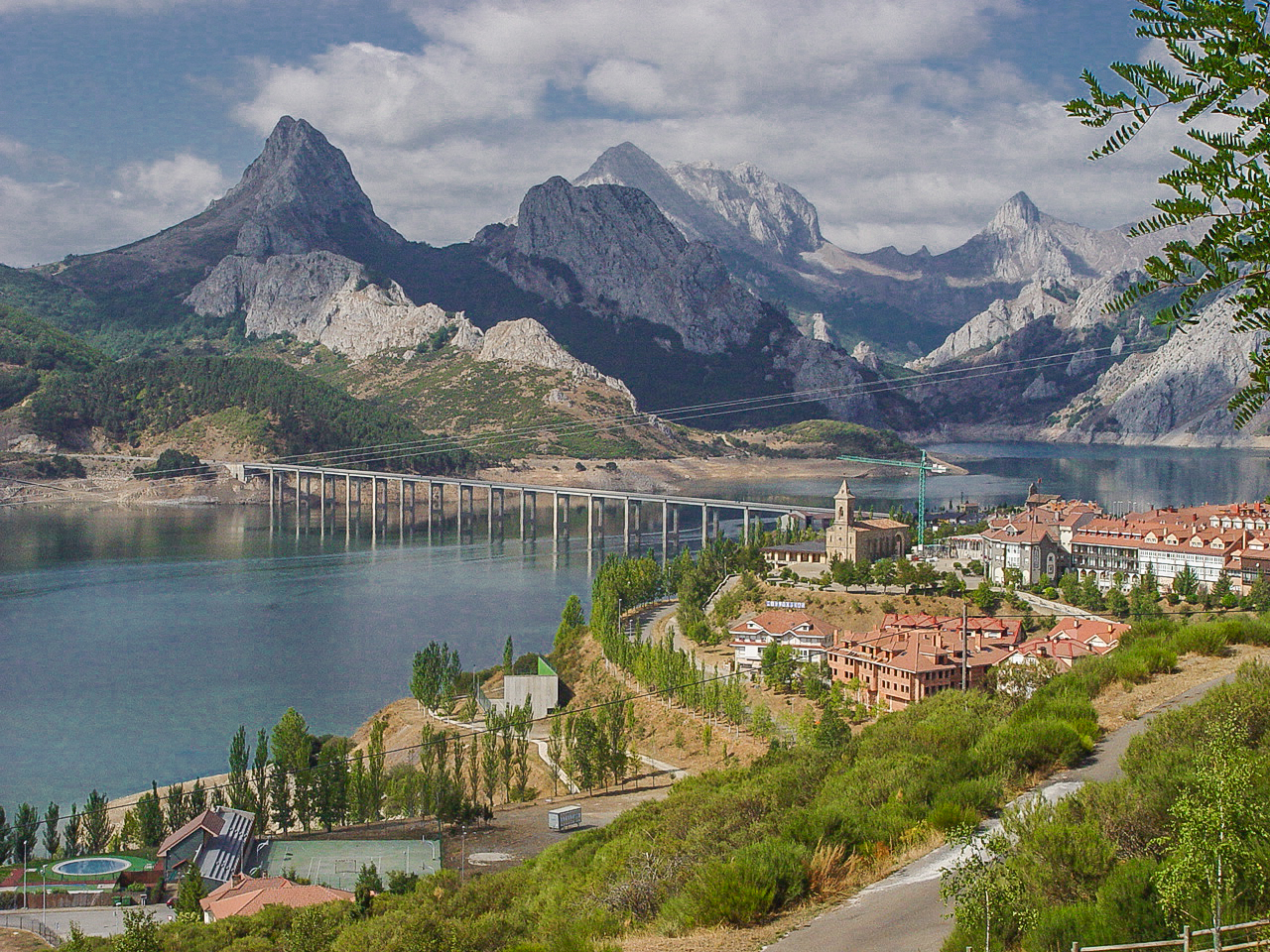
Riaño (León)

## Patrimonio de la ruta
Tradición, devoción y naturaleza confluyen en esta nueva ruta jacobea que a pesar de lo duro de su trazado, ofrece al peregrino algunas de las principales maravillas existentes en España.
- De entre todos los monumentos naturales que pueden visitarse durante el trayecto, no cabe duda alguna de que el parque nacional de Picos de Europa es el de más valor ecológico y paisajístico. Sin embargo éste no es el único regalo paisajístico que la ruta ofrece al viajero. Otros puntos de interés son:
  - Fuente Dé en Camaleño.
  - Desfiladero de La Hermida en Peñarrubia.
  - Pantano de Riaño.
  - Parque natural de Oyambre en San Vicente de la Barquera.

- Pero también es reseñable la riqueza en yacimientos arqueológicos que las distintas civilizaciones han ido dejando desde tiempos remotos. Sirvan de ejemplo:
  - Necrópolis de Peña Oviedo en Cosgaya.
  - Cuevas de los Moros en Valle de Mansilla.
  - Ruinas de Lancia en Villasabariego.

- Por lo que respecta al patrimonio monumental hay que reseñar algunas construcciones de interés especial:
  - Monasterio de Santo Toribio de Liébana en Camaleño.
  - Calzada Romana del Esla, desde Las Salas a Valdoré
  - Monasterio de San Guillermo de Peñacorada en Cistierna.
  - Monasterio de Santa María La Real en Gradefes.
  - Monasterio de S. Miguel de Escalada.
  - Monasterio de S. Pedro de Eslonza
  - Iglesia románica de Villarmún
  - Iglesia de Santa María en Lebeña.
  - Iglesia de Nuestra Señora del Rosario en Riaño.
  - Castillo del Duque de Estrada en San Vicente de la Barquera.
  - Puente de La Maza en San Vicente de la Barquera.

- Entre las tradiciones populares, una de las más conocidas es la veneración de la Cruz en el Monasterio de Santo Toribio de Liébana conocida como La Vez.
- Un deporte muy arraigado en las comarcas cántabras de la ruta, aunque también practicado en regiones vecinas de Asturias y País Vasco es una variante de los populares bolos conocido como bolo palma.

### Galería de imágenes

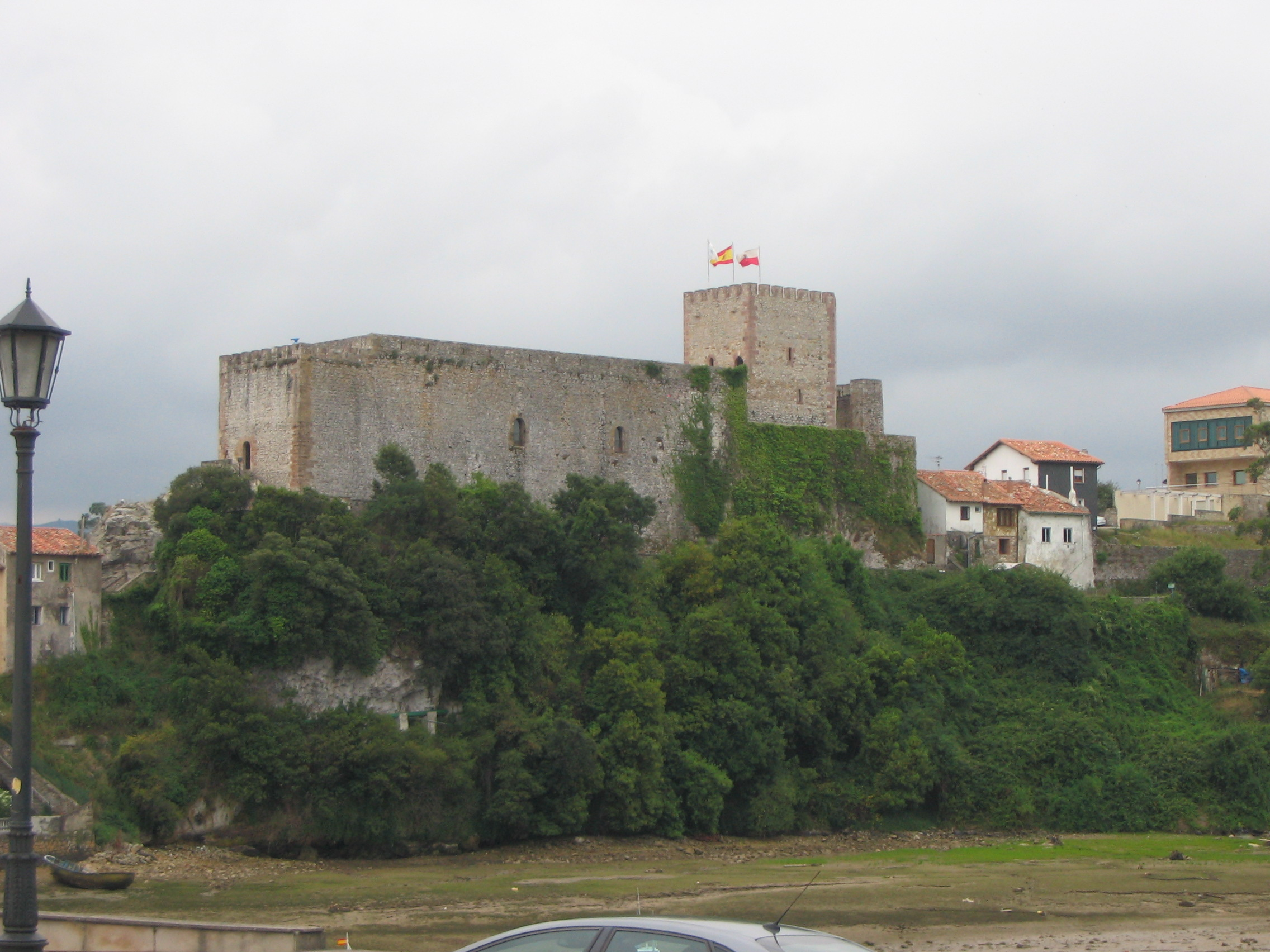
Castillo del Duque de Estrada en San Vicente de la Barquera
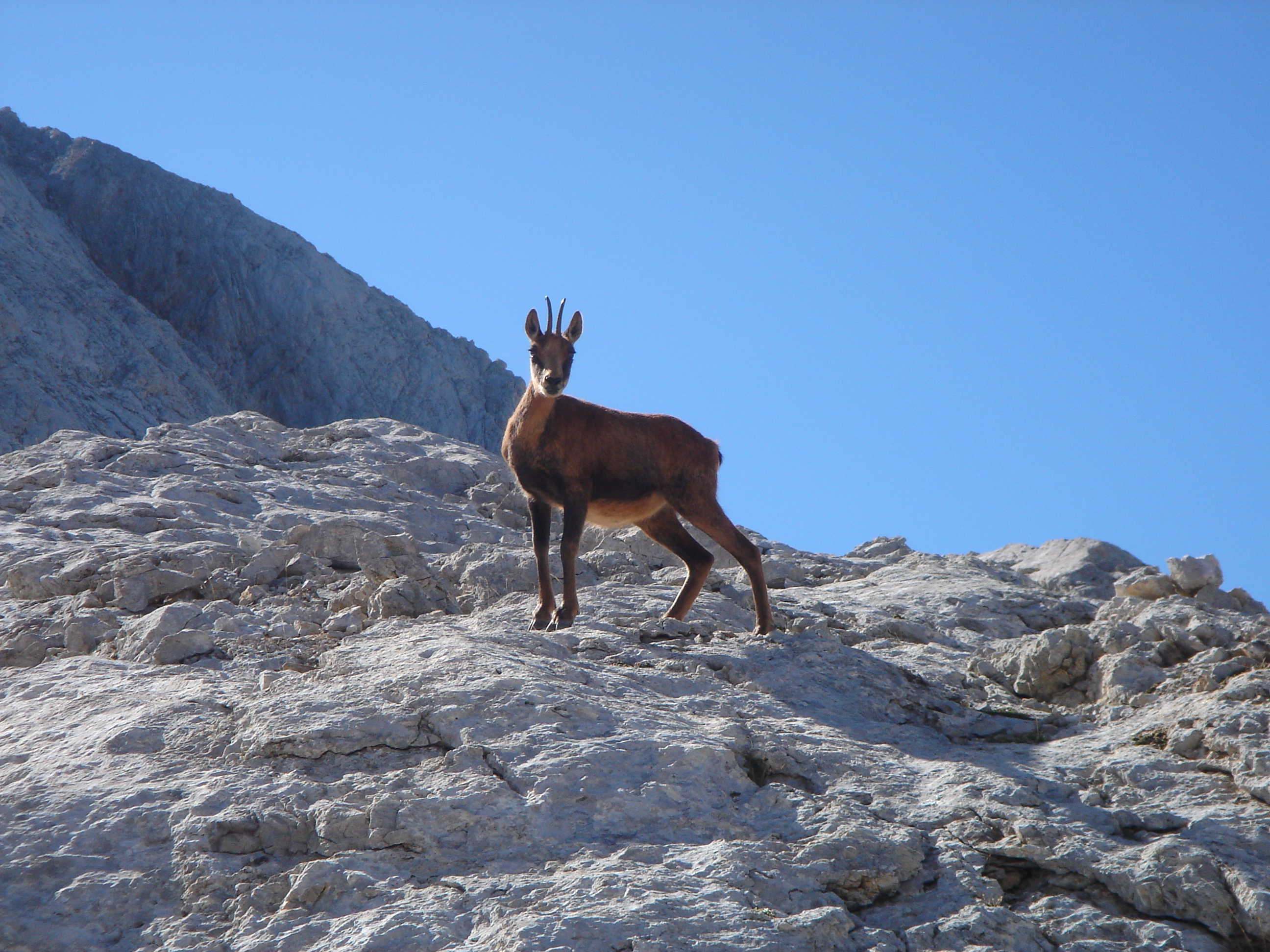
Un rebeco (Rupicapra rupicapra), animal emblemático de los Picos de Europa
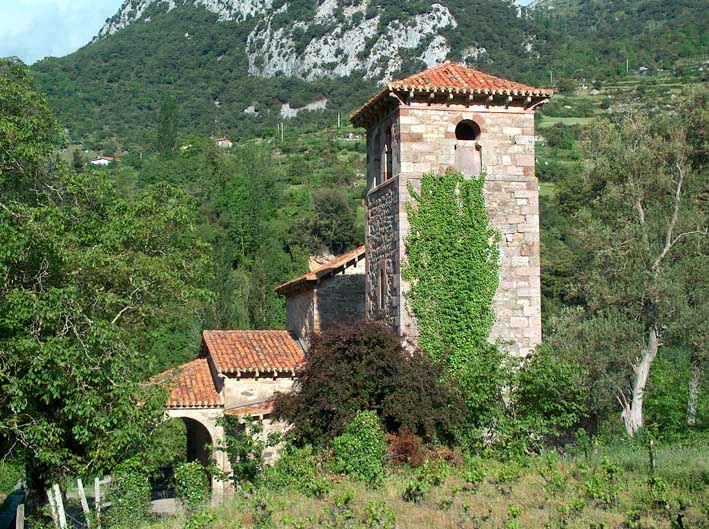
Iglesia de Santa María de Lebeña
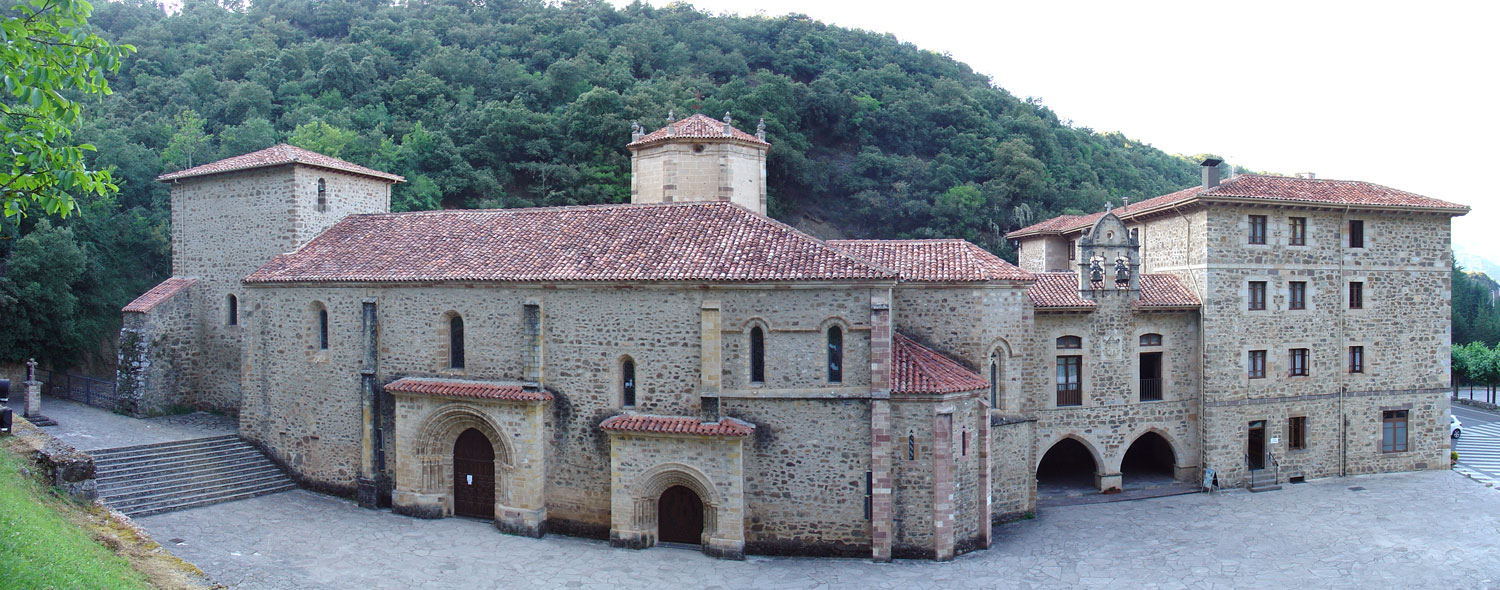
Monasterio de Santo Toribio de Liébana en Camaleño

## Documentación y bibliografía
- Caminos de Santiago del Norte. Asociación Astur-Leonesa de Amigos del Camino de Santiago. 2004
- Ruta Valdiviense de los Picos de Europa. Asociación Valdiviense del Camino de Santiago. 2003